# Edward Mallory
Edward Mallory (Cumberland, 14 juni 1930 - Salisbury, 4 april 2007) was een Amerikaans acteur. Hij was het meest bekend om zijn rol als Dr. Bill Horton in Days of our Lives van NBC waarin hij speelde van 1966 tot 1980.
Mallory was getrouwd met actrice Joyce Bulifant en later met Susanne Zenor, die Margo Horton speelde in Days of our Lives. Mallory was verbonden aan de universiteit van Frostburg. Hij overleed op de leeftijd van 76 jaar.